# کارمارتنشر
کارمارتنشر (به انگلیسی: Carmarthenshire) یک شهرستان در ولز است. کارمارتنشر ۲٬۳۹۵ کیلومتر مربع مساحت دارد.